# Elecciones al Consejo Nacional de Bután de 2013
Las elecciones parlamentarias de Bután de 2013 se llevaron a cabo en 23 de abril de 2013 para renovar a los 25 miembros del Consejo Nacional de Bután.